# 2018년 전주국제영화제
제19회 전주국제영화제는 2018년 5월에 개최된 영화제이다.

## 수상 및 후보

### 국제경쟁 - 대상
- 상속녀 - 마르셀로 마르티네시 수상

### 국제경쟁 - 작품상
- 머나먼 행성 - 쉐반 미즈라히 수상

### 국제경쟁 - 심사위원특별상
- 회귀 - 말레나 최 수상

### 한국경쟁 - 대상
- 성혜의 나라 - 정형석 수상

### 한국단편경쟁 - 대상
- 동아 - 권예지 수상

### 한국단편경쟁 - 감독상
- 환불 - 송예진 수상

### 한국단편경쟁 - 심사위원특별상
- 종말의 주행자 - 조현민 수상

### CGV아트하우스 - 배급지원상
- 비행 - 조성빈 수상

### 내가 사는 세상
- 최창환 수상

### 넷팩(아시아영화진흥기구)상
- 어른도감 - 김인선 수상

### 유니온투자파트너스상
- 졸업 - 허지예 수상

### 다큐멘터리상(진모터스 후원)
- 서산개척단 - 이조훈 수상

### 국제경쟁
- 남겨진 노트 - 리키 드암브로스
- 레모네이드 - 이오아나 유리카루
- 마탕기 / 마야 / 엠.아이.에이. - 스티븐 러브릿지
- 머나먼 행성 - 쉐반 미즈라히
- 바로네사 - 훌리아나 안투네스
- 사라와 살림에 관한 보고서 - 무아야드 알라얀
- 사이몬과 타다 타카시 - 오다 마나부
- 상속녀 - 마르셀로 마르티네시
- 표류 - 헬레나 위트만
- 회귀 - 말레나 최

### 한국경쟁
- 귀여운 여인 - 이승엽
- 낯선 자들의 땅 - 오원재

### 내가 사는 세상
- 최창환
- 메이트 - 정대건
- 보이지 않는 오렌지에 관한 시선 - 이준필
- 비행 - 조성빈
- 성혜의 나라 - 정형석
- 졸업 - 허지예
- 한강에게 - 박근영
- 나와 봄날의 약속 - 백승빈

### 한국단편경쟁
- #cloud - 백종관
- 1520 - 송문경
- 364일 - 한세하
- 5월 14일 - 부은주
- 곳에 따라 비 - 임상수
- 김희선 - 김민주
- 난류 - 이채석
- 동아 - 권예지
- 미나 - 박우건
- 병훈의 하루 - 이희준
- 빛나는 물체 따라가기 - 문병진
- 선화의 근황 - 김소형
- 시체들의 아침 - 이승주
- 연희동 - 최진영
- 인사3팀의 캡슐커피 - 정해일
- 자유연기 - 김도영
- 종말의 주행자 - 조현민
- 착한 사람은 거짓말 하지 않는다 - 조중건
- 컨테이너 - 김세인
- 환불 - 송예진
- 히스테리아 - 장만민

### 전주 시네마 프로젝트
- 굿 비즈니스 - 이학준
- 겨울밤에 - 장우진
- 파도치는 땅 - 임태규
- 우리의 최선 - 알레한드로 페르난데스 알멘드라스
- 노나 - 카밀라 호세 도노소

### 프론트라인
- 고전주의 시대 - 테드 펜트
- 누가 총을 쐈는지 궁금해? - 트라비스 윌커슨
- 늑대의 집 - 크리스토발 레온 외 1명
- 더 트리 - 안드레 질 마타
- 비스비 1917 - 로버트 그린
- 시체들을 태우라 - 엘렌 카테 외 1명
- 이 땅을 몰아내다 - 리 안느 슈미트
- 치열한 현재 - 조아오 모레이라 셀러스
- 코끼리는 그 곳에 있다 - 후 보
- 코코테 - 넬슨 카를로 드 로스 산토스 아리아스
- 파리는 날마다 축제 - 실뱅 조지
- 허리케인 - 아니카 베르크
- 홀리데이 - 이사벨라 에클로프
- O.J.: 메이드 인 아메리카 - 에즈라 에델만

### 마스터즈
- 12일 - 레이몽 드파르동
- 24 프레임 - 압바스 키아로스타미
- 기도하는 소년 - 세드릭 칸
- 네이팜 - 클로드 란즈만
- 디트로이트 - 캐서린 비글로우
- 밑 빠진 가방 - 루스탐 캄다모프
- 부드러운 살결 - 드니 코테
- 승리의 날 - 세르게이 로즈니차
- 악마의 계절 - 라브 디아즈
- 엔테베에서의 7일 - 호세 파딜라
- 예조 산책하는 침략자 극장판 - 구로사와 기요시
- 워크숍 - 로랑 캉테
- 유랑하는 사람들 - 아이 웨이웨이
- 이스마엘의 유령 - 아르노 데스플레생
- 축구는 영원하다 - 코르넬리우 포룸보이우
- 템프팅 - 장-클로드 브리소
- 통행증 - 크리스티안 페촐트
- 폭스트롯 - 사무엘 마오즈
- 프랑스에서 - 아벨 페라라
- 해피엔드 - 미카엘 하네케

### 월드 시네마스케이프
- 7월 이야기 - 기욤 브락
- 가까이 - 칸테미르 발라고프
- 가족의 형태 - 디에고 레만
- 과부 마녀 - 차이 청지에
- 구틀란트 - 고빈다 반 맬레
- 내가 돌아갈 곳 - 아키오 후지모토
- 리버스 엣지 - 유키사다 이사오
- 메리 셸리: 프랑켄슈타인의 탄생 - 하이파 알 만수르
- 밀라 - 발레리 마사디안
- 뱅글 장수 - 에레 고다
- 빛의 노래 - 교시 스기타
- 삶의 채찍 - 호세 캄푸사노
- 스키타: 새겨진 아티스트 - 아이하라 히로
- 스탈린의 죽음 - 아만도 이아누치
- 아미코 - 야마나카 요코
- 아이스크림과 빗방울 - 마츠이 다이고
- 아직 끝나지 않았다 - 자비에 르그랑
- 앨라니스 - 아나이 베르네리
- 왓 윌 피플 세이 - 이람 하크
- 원피스 프로젝트: 무비 브레인 - 야구치 시노부 외 1명
- 자그로스 - 사힘 오마르 칼리파
- 찰스톤 - 안드레이 크레툴레스쿠
- 체실 비치에서 - 도미닉 쿡
- 칠드런 액트 - 리처드 이어
- 케이크메이커 - 오피르 라울 그라이저
- 코베인 - 나누크 레오폴드
- 포로로카 - 콘스탄틴 포페스쿠
- 풍요의 세대 - 로린 그린필드
- 하늘을 나는 타이어 - 모토키 가츠히데
- 한나 - 안드레아 팔라오로

### 코리아 시네마스케이프
- 어른도감 - 김인선
- 예수보다 낯선 - 여균동
- 제주노트 - 민환기
- 봄이가도 - 장준엽 외 2명
- 서산개척단 - 이조훈
- 카오산 탱고 - 김범삼
- 나부야 나부야 - 최정우
- roooom - 최익환
- 그녀의 가족은 잘못이 없어 - 김헌
- 오목소녀 - 백승화
- 다영씨 - 고봉수
- 앵커 - 최정민
- 기억할 만한 지나침 - 박영임
- 강철비 - 양우석
- 1987 - 장준환
- 침묵 - 정지우
- 리틀 포레스트 - 임순례
- 곡성(哭聲) - 나홍진

### 코리아 시네마스케이프 단편
- 동학농민펑크단 - 정형기
- 흰 집 - 정영
- 모르는 여자 - 김종관
- 강낭콩 한살이 - 김태경
- 미스터리 핑크 - 구혜선
- 깊고 푸른 밤 - 박현주
- 목욕탕 가는 길 - 이상혁
- 성인식 - 오정민
- 오래달리기 - 정승오
- 삼선의원 - 백승환
- 크로키 - 전승표
- 백일 - 오정민

### 시네마천국
- 나다 카디치의 혼돈의 삶 - 마르타 헤르니즈 피달
- 닥치고 피아노! - 필립 예디케
- 럭키 - 존 캐럴 린치
- 로데오 카우보이 - 클로이 자오
- 린 온 피트 - 앤드류 헤이
- 모든 것의 가치 - 나다니엘 칸

### 삶은 더 이상
- 안토니오 멘데스 에스파르사
- 세라비, 이것이 인생! - 올리비에르 나카체 외 1명
- 안녕, 나의 소녀 - 사준의
- 제멋대로 떨고 있어 - 오오쿠 아키코
- 클레오와 폴 - 스테판 드무스티어
- 트립 투 스페인 - 마이클 윈터바텀
- 피터 래빗 - 윌 글럭
- 항구 마을 - 소다 카즈히로

### 불면의 밤
- 검열자들 - 한스 블록 외 1명
- 고스트랜드 - 파스칼 로지에
- 노루귀꽃 - 나이토 에이스케
- 더 큐어드 - 데이빗 프레인
- 서치 - 아니쉬 차간티
- 와일드 보이즈 - 베르트랑 만디코
- 잠식 - 박기형
- 콜보이 - 미우라 다이스케

### 영화보다 낯선
- 녹색 안개 - 가이 매딘 외 2명
- 그 해 여름 - 요란 올손
- 오래전 브라질리아에서 - 아딜리 쿠에이로스
- 스펠 릴 - 필리파 세자르
- 스트리트스케이프(대화) - 헤인즈 에미그홀즈
- 그 여름은 다시 오지 않으리 - 알렉상드르 코베리제
- 지하디로 알려진 - 에릭 보들레르
- 굿 럭 - 벤 러셀
- 프로토타입 - 블레이크 윌리엄스
- 전쟁을 연기하다 - 로라 아리아스
- 우리가 사는 방법 - 구스타프 도이치
- 무제 - 미카엘 글라보거 외 1명
- 책 읽는 사람들 - 제임스 베닝
- 성냥팔이 소녀 - 알레호 모귈란스키
- 타카라, 내가 수영을 한 밤 - 다미앙 마니벨 외 1명
- 존 매켄로, 완벽의 제국 - 줄리앙 파롯

### 익스팬디드 시네마 단편
- 두 개의 대성당 - 하인츠 에미히홀츠
- 기이하고 평범한 - 대니 레벤달 외 1명
- 불안 - 필립 그랑드리외
- 노란 옷의 사나이 - 파코 벨레즈 외 1명
- 마운틴 플레인 마운틴 - 아라키 유 외 1명
- 외계인들 - 루이스 로페즈 카라스코
- 다크 웨이브 - 이스마엘 조프로이 샹두티
- 크럼핑 - 클레멘트 코지토레
- 꿈의 문장 - 데인 콤리엔
- 리턴 - 팽-추안 황
- 63개의 뉴스 릴, 그림자의 연결 - 니카 오토

### 시네마톨로지
- 갈릴레오의 온도계 - 테레사 빌라버드
- 루스, 장 비고에 대하여 - 레일라 페로-레비
- 뤼미에르! - 티에리 프레무
- 마르코 페레리: 위대한 미치광이 - 안셀마 델올리오
- 브린튼 구하기 - 토미 헤인즈 외 1명
- 블루 벨벳 돌아보기 - 피터 브라츠
- 장 두셰, 불안한 아이 - 뱅상 아쎄르 외 2명
- 피터 그리너웨이 알파벳 - 사스키아 보드케

### 스페셜 포커스 - 디즈니 레전더리
- 백설공주와 일곱 난쟁이 - 데이비드 핸드
- 피노키오 - 노먼 퍼거슨 외 1명
- 환타지아 - 제임스 알가 외 10명
- 덤보 - 사무엘 암스트롱 외 6명
- 밤비 - 데이비드 핸드 외 6명
- 신데렐라 - 윌프레드 잭슨 외 2명
- 이상한 나라의 앨리스 - 클라이드 제로니미 외 2명
- 피터 팬 - 해밀턴 러스크 외 2명
- 잠자는 숲속의 공주 - 클라이드 제로니미
- 아더왕 이야기 - 울프강 라이트만
- 아리스토캣 - 울프강 라이트만
- 곰돌이 푸의 모험 - 울프강 라이트만 외 1명
- 생쥐 구조대 - 존 룬스버리 외 2명
- 토드와 코퍼 - 테드 버만 외 2명
- 인어 공주 - 론 클레멘츠 외 1명
- 미녀와 야수 - 게리 트러스데일 외 1명
- 라이온 킹 - 로저 알러스 외 1명
- 토이 스토리 - 존 라세터
- 뮬란 - 토니 밴크로프트 외 1명
- 벅스 라이프 - 존 라세터
- 토이 스토리 2 - 존 라세터
- 환타지아 2000 - 제임스 알가 외 5명
- 몬스터 주식회사 - 피트 닥터 외 2명
- 니모를 찾아서 - 앤드류 스탠튼
- 인크레더블 - 브래드 버드
- 라따뚜이 - 브래드 버드
- 월-E - 앤드류 스탠튼
- 업 - 피트 닥터 외 1명
- 인사이드 아웃 - 피트 닥터

### 스페셜 포커스 - 되찾은 라울 루이즈의 시간
- 세 마리의 슬픈 호랑이 - 라울 루이즈
- 흰 비둘기 - 라울 루이즈
- 추방자들의 대화 - 라울 루이즈
- 유예된 소명 - 라울 루이즈
- 항해사의 세 개의 왕관 - 라울 루이즈
- 베레니스 - 라울 루이즈
- 삶은 꿈 - 라울 루이즈
- 황금 보트 - 라울 루이즈
- 잃어버린 시간을 찾아서 - 라울 루이즈
- 리스본의 미스터리 - 라울 루이즈
- 길 잃은 드라마 - 라울 루이즈 외 1명

### 스페셜 포커스 - 알렉세이 게르만 주니어, '시대의 초상'
- 마지막 열차 - 알렉세이 게르만 주니어
- 가르파스툼 - 알렉세이 게르만 주니어
- 페이퍼 솔져 - 알렉세이 게르만 주니어
- 동경에서 - 알렉세이 게르만 주니어
- 전자 구름 아래에서 - 알렉세이 게르만 주니어
- 도블라토프 - 알렉세이 게르만 주니어
- 신이 되기는 어렵다 - 알렉세이 게르만